# Blida
Blida (àrab: البليدة, Bulayda = 'Petita vila') és una ciutat d'Algèria a 51 km al sud-est d'Alger, capital de la província de Blida. La paraula bulayda és un diminutiu de belda ('vila'). Està situada a la plana de la Mitidja, a la riba dreta del uadi el-Kebir (Wad el-Kebir), afluent del Chiffa.

## Història

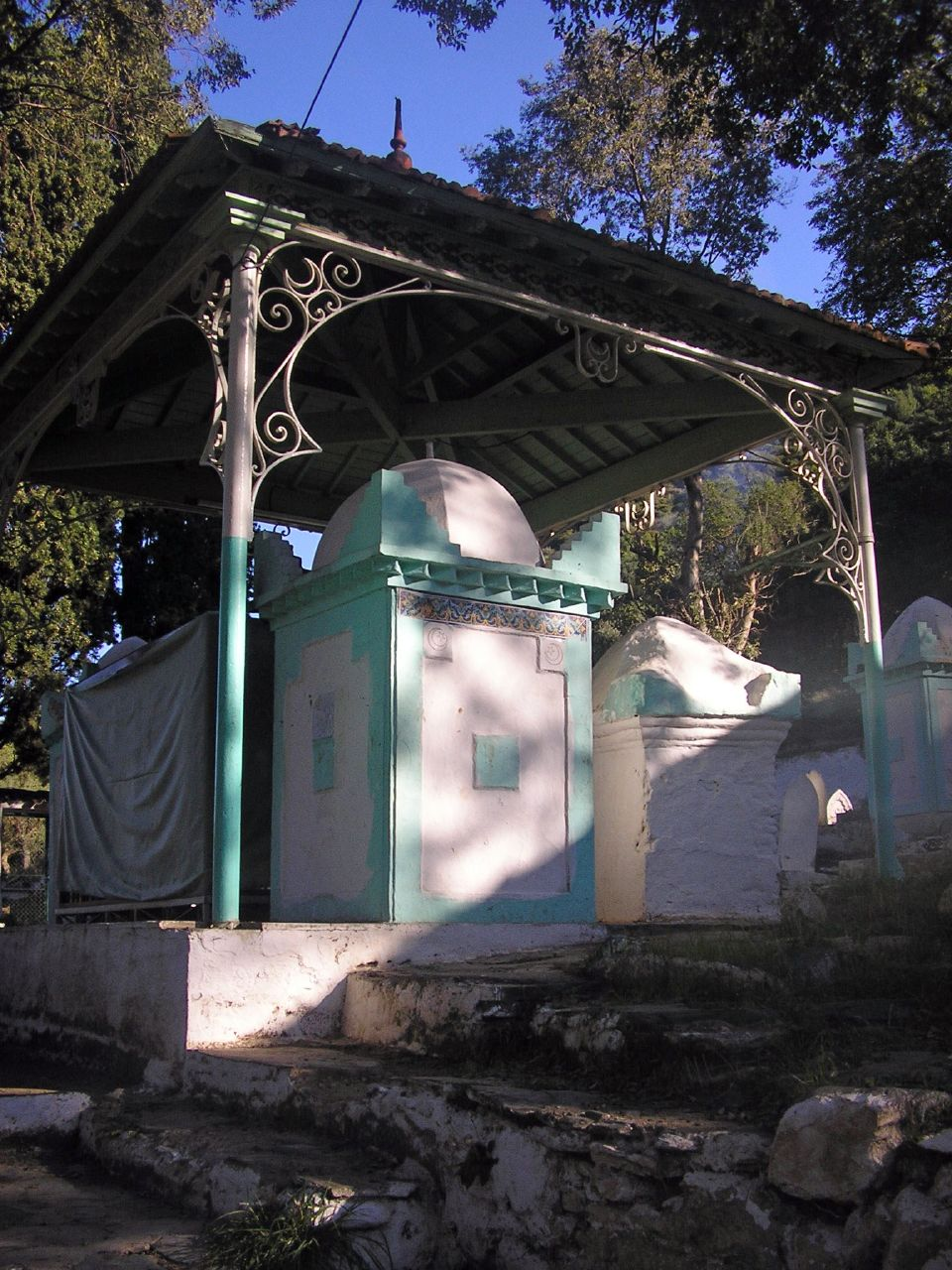
Tomba de Sid-Ahmed El-Kebir

No consta l'existència de cap ciutat al seu lloc en èpoques antigues. Únicament, a l'edat mitjana, s'esmenta una ciutat de nom Mitidja que s'ha identificat amb Blida, i que fou destruïda pels Banu Ghaniya al començament del segle xiii.

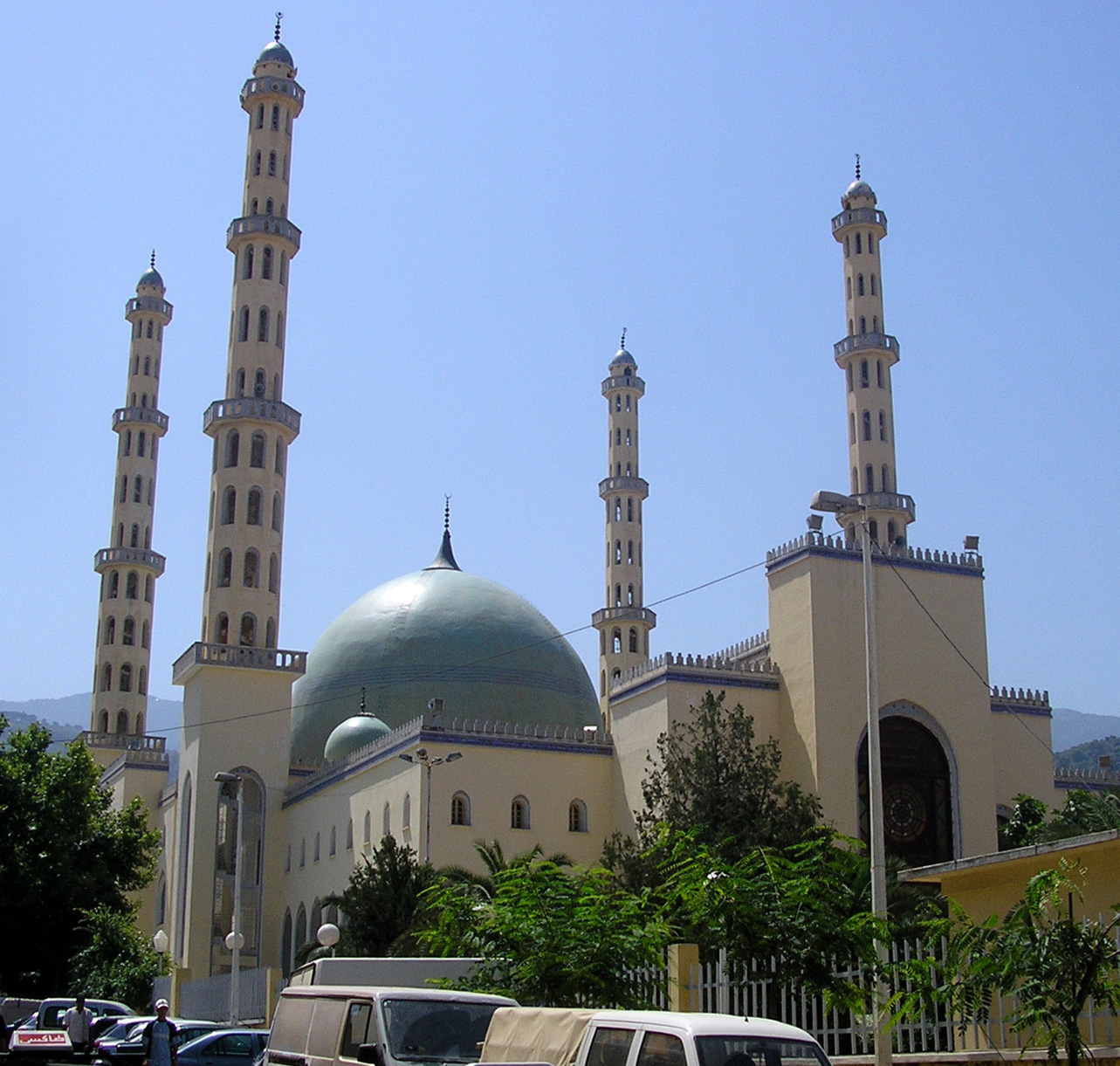
Mesquita Al-kawthar

La ciutat sota el nom de Bulayda sorgeix el 1535, fundada per un religiós de nom Sidi Ahmed al-Kabir; la van poblar els seus deixebles i andalusins procedents de Tipasa, fugint dels atacs dels cabilencs de Chenoua; la regió pertanyia a la tribu dels Ulad Sultan, que la van cedir al religiós. Va rebre la protecció de Khair ed-Din Barba-rossa. El beglerbegi d'Alger la va convertir en una veritable ciutat i la va dotar amb una mesquita, un hamman i altres serveis. Els andalusins la van fer prosperar plantant tarongers i aplicant els mètodes de rec que havien conegut al seu país d'origen. La ciutat fou part de les terres de Dar al-sultan, és a dir, les terres directament administrades pel governador d'Alger, que hi tenia com a representant un hakim d'origen turc; una guarnició de geníssers es va establir a la ciutat. Alguns ciutadans d'Alger hi van construir residències de plaer. Va patir alguns terratrèmols, el més greu el del 1825, que la van destruir quasi totalment, però sempre es va refer. El 1830, la van ocupar breument els francesos, però la van abandonar i va quedar com a territori independent sota els govern dels hakims; fou definitivament ocupada el 1839. El 1867, va patir un altre terratrèmol greu. La ciutat tenia sis portes principals (que ja no existeixen, però el nom s'ha conservat en carrers o places):
- Bab el-Rahba
- Bab el-Zair
- Bab el-Khouikha
- Bab el-Sebt
- Bab el-Zaouia
- Bab el-Kbour

Fou lloc d'exili de l'exrei de Dahomey (abril del 1906), Behanzin que hi va morir el desembre del 1906.